# Затопленная саванна дельты Нила
Затопленная саванна дельты Нила — экологический регион, расположенный вдоль реки Нил от Асуанского гидроузла на 1100 км вниз по течению реки до её дельты и устья. Статус сохранности экорегиона оценивается как критический, его специальный код — PA0904.

## Климат
Максимальные летние температуры в июле и августе (в среднем 30 °C, макс. 48 °C), зимние температуры колеблются от 5 °C до 10 °C. Ежегодно в экорегионе выпадает от 100 до 200 мм осадков, это небольшое количество приходится на зиму.

## Флора и фауна
Ранее дельта Нила была известна большими болотами папируса, но теперь это растение в дельте практически отсутствует. Растительность состоит в основном из видов Typha capensis, ситник морской и тростник обыкновенный, имеется небольшое количество осоки. Большое прибрежное озеро Манзала поддерживает заросли рдеста гребенчатого, рдеста курчавого и роголистника погружённого на южном берегу. Другими типичными растениями, встречающимися в дельте, являются наяда гребенчатая, эйхорния толстоножковая и ряд других, они встречаются вдоль берегов озёр. На болотах вдоль побережья Средиземного моря растёт солеустойчивый вид селитрянка притуплённая.
Европейские млекопитающие, обитающие в экорегионе, включают выдру и обыкновенную лисицу. Вокруг озера Манзала находится популяция камышового кота. Эндемиком для экорегиона является белозубка Флауэра. Обыкновенный бегемот стал редкостью в Египте в XVIII веке, а последняя особь здесь была убита около 1816 года.
К водным рептилиям экорегиона относятся нильский варан, нильский крокодил и две морские черепахи — зелёная черепаха и логгерхед. Африканский трионикс когда-то была найдена в дельте, но сейчас она искоренена в Египте. Рыбы в дельте включают Oreochromis aureus, Tilapia zillii, лобана, нильскую тиляпию и ряд других.
Дельта Нила является жизненно важным местом остановки для миллионов птиц, совершающих ежегодную миграцию между Палеарктикой и Афротропикой. Через экорегион во время миграции пролетают белый аист, европейский тювик, малый подорлик, обыкновенный канюк, розовый пеликан, серый журавль, степной орёл и чёрный аист.

## Состояние экорегиона
Плотность населения в экорегионе составляет 1000 чел. на км², в крупных городах (например, в Каире) плотность гораздо больше. Практически ни один участок экорегиона не остался нетронутым. Следовательно, давление населения на природные ресурсы огромно. Среди основных угроз для экорегиона выделяют увеличение солёности, повышение уровня моря из-за изменения глобальных климатических условий, охота на птиц и сельское хозяйства, из-за чего экосистема дельты была сильно изменена за последнее столетие. После постройки Асуанского гидроузла речные поймы и дельта Нила больше не подвергаются сезонному затоплению, а болота сыти, которые ранее были распространены в самых влажных районах, в значительной степени исчезли.
Экосистема дельты больше не получает ежегодный приток отложений и питательных веществ вверх по течению, а потому почвы крайне бедны, и в них вносится большое количество удобрений. Это привело к тому, что верхняя часть дельты стала более засоленной. Сброс сточных вод также приводит к накоплению микроэлементов в отложениях дельты. Было показано, что по крайней мере один вид рыб накапливает металлы в мышцах и печени, в том числе ртуть, железо и медь. Различные вещества для уничтожения вредителей, такие как ДДТ и гексахлоран, обнаружены по крайней мере в одном из озёр.
Экорегион практически не защищён. Единственные две охраняемые территории в дельте расположены на острове Аштун-эль-Гамиль-Тани и озере Буруллус, общая их площадь составляет менее 500 км². Охраняемая территория на Аштун-эль-Гамиль-Тани была создана в основном для охраны рыбы и недостаточно велика для содержания каких-либо подходящих мест обитания водоплавающих птиц. Существуют планы по увеличению площади этой охраняемой территории, что может придать ей большее значение для сохранения орнитофауны. Озеру Буруллус угрожает рыболовство и загрязнение, хотя оно остаётся одним из самых нетронутых в дельте.